# Major (Románia)

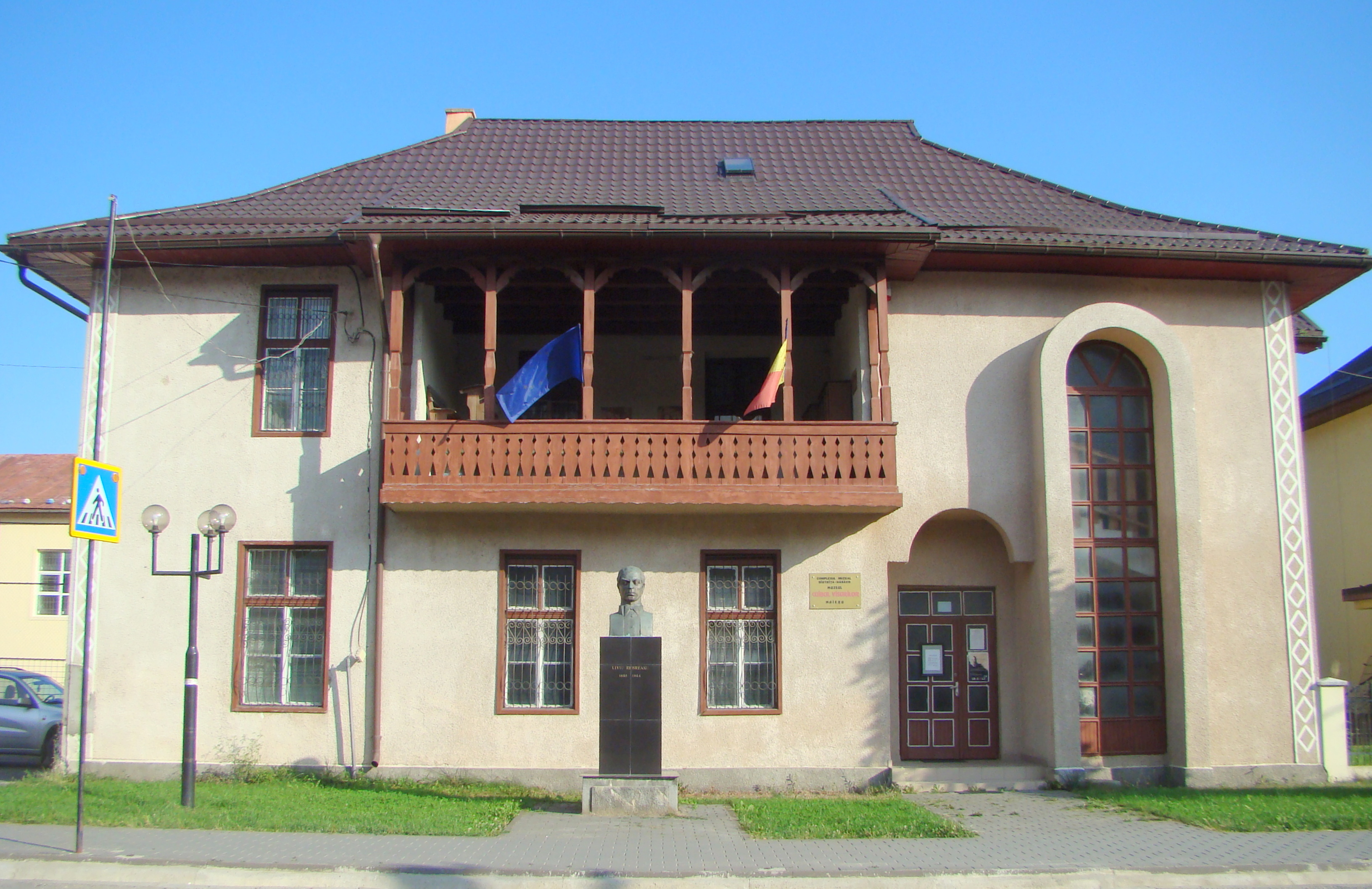

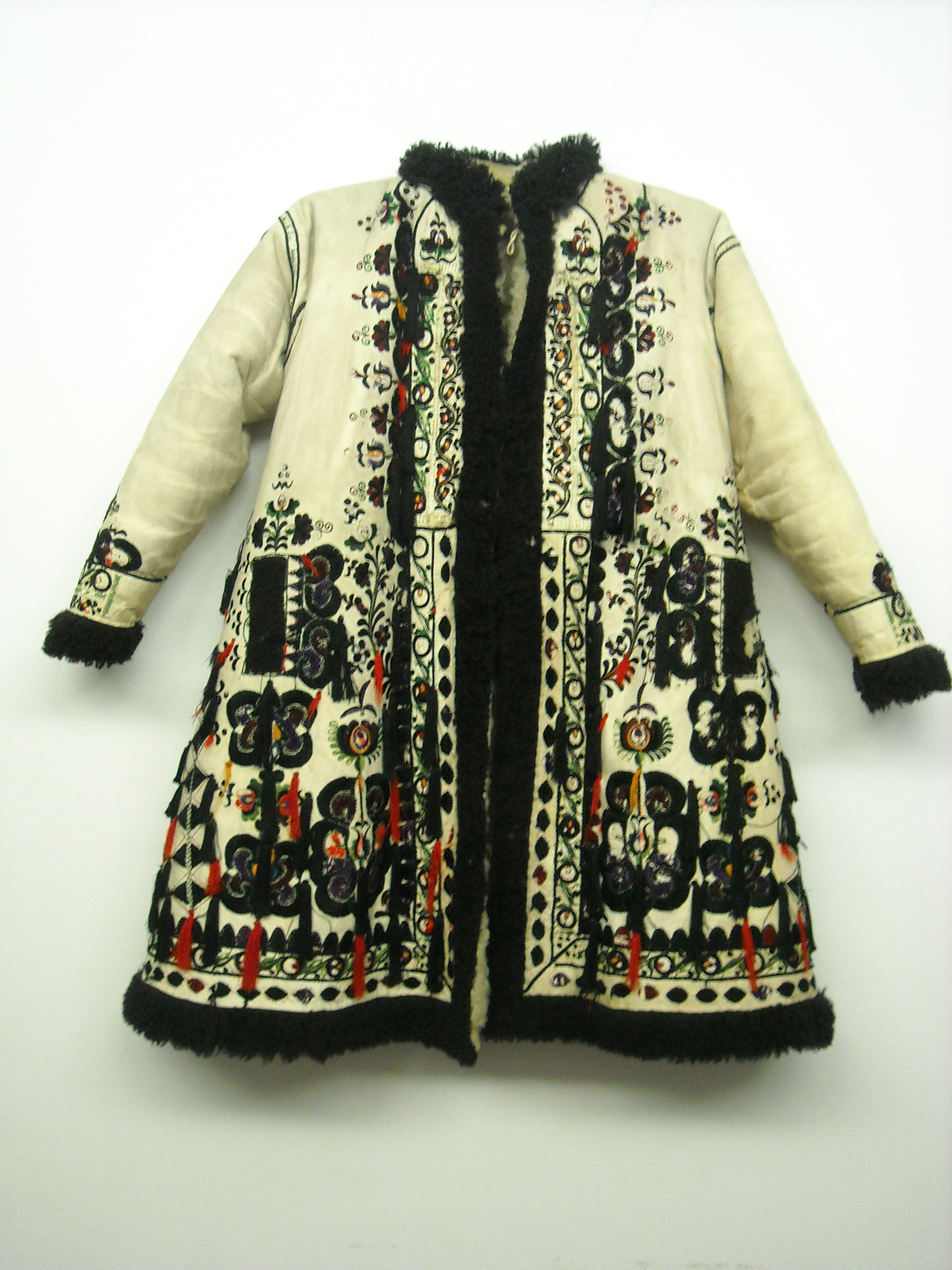
Női kozsok Majorból a besztercei múzeum gyűjteményében

Major (románul: Maieru, németül: Meierhof) falu Romániában, Erdélyben, Beszterce-Naszód megyében.

## Fekvése
Oláhszentgyörgytől hat kilométerre északkeletre, a Nagy-Szamos partján, a Radnai-havasok tövében fekszik.

## Nevének eredete
Román neve a németből való. Először 1440-ben Maior, majd 1483-ban Mayer, 1698-ban pedig Meyrhoff alakban említették. A dualizmus idején a magyar hivatalosság 1910-ig a Majer nevet használta, amikor ezt megváltoztatták a Major-ra. Utóbbi forma azonban már korábban is élt a magyarban, amint ezt a község román jegyzőjének 1864-es utalása is igazolja.

## Története
Először valószínűleg szász település volt, de 1440-ben puszta. Az ezt követő években telepítette a Jakcs család, román lakossággal. A 15. század közepén a radnai uradalomhoz tartozott. 1698-ban 21, 1721-ben 56 családját számolták össze. Innen települt Szentjózsef és a hagyomány szerint Nagyilva falu is.
1757-ben korábbi két, 1717-ben elpusztult és később újjáépített fatemploma mellé egy harmadikat is építettek (egyik sem maradt fenn). 1761 és 1850 között a Naszódi határőrezredhez tartozott. 1766 és 1816 között triviális iskola működött benne. 1876-ban csatolták Beszterce-Naszód vármegyéhez. Bár a görögkatolikus egyházat a kommunista hatalom hivatalosan megszüntette, a kommunizmus idején, illegálisan, mindvégig működött a faluban görögkatolikus pap, sőt 1963 után egy ideig ketten is voltak. Bazilita nővéreket és harmadrendieket is felszenteltek.

## Népessége
Úgy tartják, Romániában itt a legmagasabb az átlagos gyermekszám. A népesség szaporodását az elmúlt százötven évben a népszámlálási adatok is bizonyítják.
- 1850-ben 1572 lakosából 1523 volt román és 47 cigány nemzetiségű; 1570 görögkatolikus vallású.
- 1900-ban 2918 lakosából 2683 volt román, 141 német és 58 magyar anyanyelvű; 2669 görögkatolikus, 113 római katolikus, 88 zsidó és 26 ortodox vallású.
- 2002-ben 5615 lakosából 5614 volt román nemzetiségű; 4332 ortodox, 812 pünkösdista és 399 görögkatolikus vallású.

## Látnivalók
- Az Álmok fészke múzeum 1972-ben nyílt a Liviu Rebreanu által 1927-ben a falunak adományozott telken. Kilenc kiállító-helyiségből áll.
- Szent István ortodox (volt görögkatolikus) temploma Zichy Domonkos adományából 1872-ben épült.

## Híres emberek
- Itt élt 1858-tól haláláig, 1879-ig Zichy Domonkos egykori veszprémi püspök. Felfogadta Bartók Zsigmond korábbi kincstári bányaorvost és kórházat alakított ki a beteg parasztok számára, valamint jelentős áldozatokkal támogatta a környék görögkatolikus egyházait.[5]
- Itt töltötte gyermekkorát Liviu Rebreanu író.
- Itt született 1977. június 19-én Maria Cioncan futó.

## Gazdaság
- Fakitermelés, faipar.
- Andezit- és márványbányászat és -feldolgozás.
- Népi szőnyegszövés.

## Testvértelepülése
- Nort-sur-Erdre, Franciaország